# بوبي نيل
بوبي نيل (بالإنجليزية: Bobby Nail)‏ هو لاعب الجسر ‏ أمريكي، ولد في 21 أبريل 1925، وتوفي في 25 مايو 1995.